# If You're Gone
If You're Gone è un singolo discografico del gruppo musicale statunitense Matchbox Twenty, pubblicato nel 2000 ed estratto dal loro secondo album in studio Mad Season.

## Tracce
- CD (UK)

1. If You're Gone (edit) – 4:21
2. If You're Gone (album version) – 4:33
3. Bent (live) – 4:36

- CD (Europa)

1. If You're Gone (edit) – 4:21
2. Bent (live) – 4:36

## Classifiche
| Classifica (2000) | Posizione raggiunta |
| ----------------- | ------------------- |
| Stati Uniti       | 5                   |